# Bałtyk-Karkonosze Tour 2016
24. edycja kolarskiego Bałtyk-Karkonosze Tour odbywała się od 18 do 22 maja 2016 roku. Wyścig liczył 6 etapów, o łącznym dystansie 760 km. Wyścig figurował w kalendarzu cyklu UCI Europe Tour, posiadając kategorię UCI 2.2.

## Uczestnicy
Lista drużyn uczestniczących w wyścigu:
| Numery | Kod | Drużyna                  |
| ------ | --- | ------------------------ |
| 1-8    | CCC | CCC Sprandi Polkowice    |
| 11-18  | VAT | Verva ActiveJet          |
| 21-28  | DSP | Domin Sport              |
| 31-38  | MET | Team Metec-TKH           |
| 41-48  | GME | GM Europa Ovini          |
| 51-56  | SBT | Staki–Baltik Vairas      |
| 61-68  | ATG | Attaque Team Gusto       |
| 71-76  | ADP | Team Dukla Praha         |
| 81-86  | STF | Start–Vaxes Cycling Team |
| 91-98  |     | Reprezentacja Niemiec    |

| Numery  | Kod | Drużyna                    |
| ------- | --- | -------------------------- |
| 101-108 |     | Reprezentacja Ukrainy      |
| 111-118 | URK | Team Ur-Krostitzer Giant   |
| 121-126 | WPG | WPG Amsterdam              |
| 131-138 | MAT | Matrix Rockpalast Marcello |
| 141-145 | HER | IK Hero Elite              |
| 151-158 | ROS | De Rosa Rybnik             |
| 161-167 | ERD | Team Erdinger Alkoholfrei  |
| 171-178 | VOS | Voster Cycling Team        |
| 181-185 | ISA | Team Isaac Torgau          |

## Etapy
| Etap | Data    | Start – Meta            | km    | Typ         | Zwycięzca etapu  | Lider          |
| ---- | ------- | ----------------------- | ----- | ----------- | ---------------- | -------------- |
| 1.   | 18 maja | Kołobrzeg – Chociwel    | 193,9 | Płaski      | Johim Ariesen    | Johim Ariesen  |
| 2.   | 19 maja | Kościan – Opalenica     | 176,8 | Płaski      | Maximilian Beyer | Johim Ariesen  |
| 3.   | 20 maja | Zbąszynek – Zbąszynek   | 137,2 | Płaski      | Maximilian Beyer | Johim Ariesen  |
| 4.   | 21 maja | Kożuchów – Lubań        | 173,6 | Płaski      | Johim Ariesen    | Johim Ariesen  |
| 5.   | 22 maja | Kowary – Przełęcz Okraj | 11,6  | ITT         | Mateusz Taciak   | Mateusz Taciak |
| 6.   | 22 maja | Piechowice – Karpacz    | 89,3  | Pagórkowaty | Maciej Paterski  | Mateusz Taciak |

## Klasyfikacja generalna
| M-ce | Imię i nazwisko   | Kraj      | Drużyna               | Czas        |
| ---- | ----------------- | --------- | --------------------- | ----------- |
| 1.   | Mateusz Taciak    | Polska    | CCC Sprandi Polkowice | 18h 52' 03" |
| 2.   | Maciej Paterski   | Polska    | CCC Sprandi Polkowice | + 35"       |
| 3.   | Nikołaj Michajłow | Bułgaria  | CCC Sprandi Polkowice | + 1' 01"    |
| 4.   | Adam Stachowiak   | Polska    | Verva ActiveJet       | + 1' 20"    |
| 5.   | Cameron Bayly     | Australia | Attaque Team Gusto    | + 1' 26"    |
| 6.   | Leszek Pluciński  | Polska    | CCC Sprandi Polkowice | + 1' 29"    |
| 7.   | Jasper Hamelink   | Holandia  | Team Metec-TKH        | + 1' 38"    |
| 8.   | Davide Pacchiardo | Włochy    | GM Europa Ovini       | + 1' 53"    |
| 9.   | Jiri Polnický     | Czechy    | Verva ActiveJet       | + 1' 54"    |
| 10.  | Kamil Zieliński   | Polska    | Domin Sport           | + 1' 54"    |